# Атчафалайя
Атчафалайя (англ. Atchafalaya River) — рукав дельты Миссисипи и Ред-Ривера длиной примерно 225 км, в южной Луизиане, США. Река является судоходной и имеет большое значение для штата. Поддержка реки в соответствующем состоянии обеспечивается корпусом инженеров армии США уже более века.
Атчафалайя образуется из естественного канала при слиянии Миссисипи и Ред-Ривера, называемого Олд-Ривер, длиною 11 км. Далее река продолжает своё движение немного западнее основного течения Миссисипи и впадает в Мексиканский залив примерно в 25 милях (40 километров) южнее города Морган-Сити.
В приустьевом регионе находится обширное болото Атчафалайя-Бейсин.

## История
До XV века Миссисипи и Ред-Ривер текли параллельно друг другу, но потом русло Миссисипи повернуло на запад, образовав изгиб («изгиб Тёрнбулла»), который соединился с Ред-Ривер. Ред-Ривер в верхнем течении стала притоком Миссисипи, а бывшее нижнее течение Ред-Ривера — теперь ответвление Миссисипи — получило название Атчафалайя.
В 1830-е годы под руководством знаменитого инженера Генри Шрива был расчищен «Великий Плот» — огромного размера затор из поваленных деревьев, затруднявший течение Атчафалайа и Ред-Ривера и делавший невозможным судоходство. Шрив также прорыл канал в месте бывшего русла Миссисипи. Северная часть «изгиба Тёрнбулла» после этого заполнилась осадочными породами, а южная, Олд-Ривер, продолжила соединять три реки.
Прорытый Шривом канал изменил естественный порядок вещей. Сток воды из Миссисипи и Ред-Ривера в Атчафалайю увеличился, и река стала становиться шире и глубже. Между 1850 и 1950 годами отток воды из Миссисипи в Атчафалайю вырос с 10 % до 30 %. Возникла угроза того, что русло Миссисипи изменит своё течение и вольётся в Атчафалайю, путь которой до океана в 2 раза короче.

### Комплекс Контроля Олд-Ривер
С 1950-х годов инженерными войсками США велось строительство гидротехнических сооружений для сдерживания течения рек в их руслах, регуляции и поддерживания оттока воды из Миссисипи в Атчафалайю на уровне 30 % и контролируемого отведения вод в Атчафалайа во время наводнений. Были укреплены берега, выше Олд-Ривер по течению прорыт дополнительный канал оттока с плотиной и водосбросом, а Олд-Ривер была перекрыта. В 1963 году работы по созданию Комплекса Контроля Олд-Ривера были завершены.
В 1973 году крупное наводнение на Миссисипи повредило плотину, почти обрушив её. Произведённые ремонтные работы не могли полностью восстановить её прочность. Для распределения нагрузки были созданы дополнительный канал и сооружения. На Олд-Ривере был установлен навигационный шлюз, а Атчафалайя снова стала судоходной. В середине 1980-х на ещё одном канале, соединяющем Миссисипи с каналом оттока была построена гидроэлектростанция.